# Димитрије Црнобарац
Димитрије Црнобарац (Београд, 25. октобар 1818 — Беч, 14. јун 1872) био је српски правник и политичар. По образовању је био доктор права. Обављао је функције министра правде и просвете и члана Државног савета.

## Биографија
Спада у први ред "Паризлија", државних питомаца - будућих српских интелектуалаца, који су отишли на студије у иностранству септембра 1839. године. Димитрије је био Београђанин, амбициозан и врло способан, увек одличан ђак, притом без икога свога, пуки сиромах. Када је након успешне каријере изашао из политичког живота, основао је скромну задужбину - не би ли се одужио неуколико. Из новчаног фонда имао је годишње један младић могућност да ужива његову стипендију. То је 1910. године, под одлуци министра просвете био неко ко би се усавршавао у науци о управи пољопривредних добара.
Гимназију је похађао у Крагујевцу, где му је "тутор" био Јаков Јакшић, чиновник у Министарству иностраних дела. Школовао се даље у Бечу и Паризу, где је положио докторат права. Већ након годину дана, 1840. бечке студенте права Црнобарца и Филипа Христића "као најспособније и најблагонадежденије" државне стипендисте, одвео је из Аустрије Јован Мариновић секретар кнеза Михајла, у Француску.
По повратку из иностранства Црнобарац започиње каријеру у власти Кнежевине Србије. Од 1848. до 1854. године служио је у Министарству Правде, и ту је дотерао до положаја министарског помоћника. Током 1856. године кратко време био је заступник министра Правде и Просвете у министарству Алексе Јанковића. Године 1857. постао је државни саветник, а 1858. године министар Правде и Просвете министарству Магазиновићем. Ушао је у нову владу као једини некомпромитован министар, јер није учествовао у Тонкиној завери. Своје министровање обележио је укидањем кврге и тортуре.
После повратка кнеза Милоша остао је без службе. Под кнезом Михајлом постао је саветник, а 1868. године ушао је као министар Просвете, у Христићево министарство. Слободоумном министру Црнобарцу запала је лепа улога, да је баш он својим актом збрисао и последње станиште старога језика и старога правописа тј. његовом заслугом укинута је забрана Вуковог правописа. Заслужан је као министар просвете и за подизање прве позоришне зграде у Београду. После убиства кнеза Михајла Обреновића стављен је у пензију.
Био је од 1. августа 1848. године редован члан Друштва српске словесности у Београду. Завештао је Црнобарац под старе дане, београдском Болничком фонду непуних 24.000 динара. Фонд је иначе основан ради подизање велике опште болнице "за сиротињу" у српској престоници.